# Odfeld

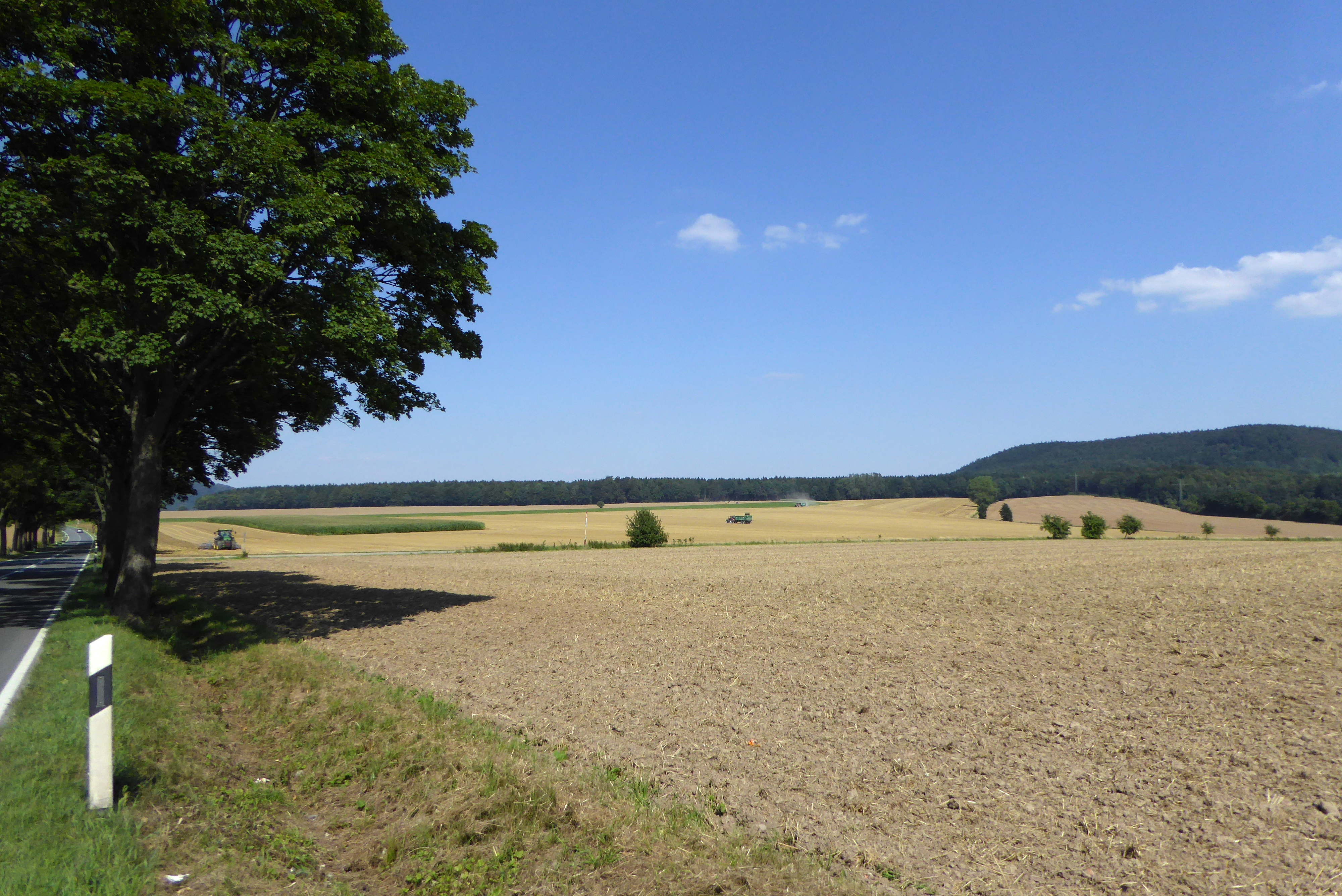
Blick über den Ostteil des Odfeldes

Das Odfeld ist eine Hochebene im Landkreis Holzminden im Weserbergland in Niedersachsen. Es liegt im Nordosten des Gemeindegebietes von Negenborn zwischen dem Kloster Amelungsborn und Eschershausen. Im Norden und Osten wird das Odfeld vom Vogler und vom Homburgwald überragt, im Süden grenzt es an das Hooptal. Es liegt in einer Höhe von 230 bis 280 m ü. NHN und ist überwiegend landwirtschaftlich als Ackerfläche genutzt, Teilbereiche sind auch bewaldet. Die Herkunft des Namens Odfeld ist nicht geklärt. Die volksetymologische Herleitung von lat. campus odini ‚Odins Feld‘ ist sicher falsch. Wahrscheinlicher ist die Herleitung von od ‚Eigentum‘.
Der aus dem westlich liegenden Ort Eschershausen stammende Schriftsteller Wilhelm Raabe hat seinen Roman Das Odfeld nach dem Odfeld benannt. Dieser spielt im Kloster Amelungsborn.
Koordinaten: 51° 54′ 8,2″ N, 9° 36′ 18,5″ O